# Anne auf Green Gables (2016)
Anne auf Green Gables (Originaltitel: Anne of Green Gables) ist ein kanadischer Fernsehfilm aus dem Jahr 2016. Die Literaturverfilmung ist eine Adaption des gleichnamigen Romans von Lucy Maud Montgomery, dessen Erstausgabe 1908 erschien. In der Titelrolle der Anne Shirley ist Ella Ballentine zu sehen, die weiteren Hauptrollen spielen Martin Sheen und Sara Botsford.

## Handlung
Die Farmer Marilla und Matthew Cuthbert adoptieren ein Waisenkind, welches dem älteren Geschwisterpaar bei der Arbeit auf der maroden Farm Green Gables helfen soll. Statt des erwarteten Jungen wird ihnen das Mädchen Anne Shirley zugewiesen. Während Matthew sofort von der fantasievollen und aufgeschlossenen Anne angetan ist, zeigt sich Marilla skeptisch, ob Anne der Farm ein Nutzen sein kann, und reagiert zunächst schroff auf die Anwesenheit des Mädchens. Sie will Anne zunächst zurück ins Waisenhaus schicken, doch Anne kann sie von ihren Fähigkeiten überzeugen und auf der Farm bleiben.

## Produktion und Veröffentlichung
Der Fernsehfilm wurde zunächst 2013 als dreizehnteilige Fernsehserie angekündigt, die dann nicht realisiert wurde. Die Dreharbeiten zum Fernsehfilm fanden 2015 in Milton, Ontario und auf Prince Edward Island statt.
Der Film hatte seine Erstausstrahlung am 15. Februar 2016 auf dem kanadischen Fernsehsender YTV. Im deutschen Fernsehen war er erstmals am 16. Mai 2016 auf Das Erste zu sehen.

## Trivia
Kate Macdonald Butler, eine Enkelin von Lucy Maud Montgomery, fungierte als einer der Executive Producer des Films.

## Kritiken
„Mit viel Zeitkolorit ausgestattetes Porträt einer Vorfahrin von Astrid Lindgrens Pippi Langstrumpf – Sympathische Adaption eines Klassikers“

## Fortsetzungen
Mit Anne of Green Gables: The Good Stars und Anne of Green Gables: Fire & Dew entstanden 2016 und 2017 zwei Fortsetzungen. In Deutschland strahlte Das Erste alle drei Teile der Filmreihe Weihnachten 2017 als Miniserie unter dem Titel Anne auf Green Gables aus.